# Palazzo FAO
Le Palazzo FAO, siège actuel de l'Organisation des Nations unies pour l'alimentation et l'agriculture, est un bâtiment situé dans la ville de Rome, dont la construction fut planifiée à la fin des années 1930 par les architectes Vittorio Cafiero et Mario Ridolfi (it). Il se situe à proximité de l'Aventin, l'une des sept collines de Rome, dans le quartier des thermes de Caracalla et du Cirque Maxime.

## Histoire
La conception et la construction du palais furent lancées par Benito Mussolini pour y accueillir le ministère de l'Afrique italienne (anciennement ministère des Colonies). Le bâtiment fut achevé en 1952 et le ministère supprimé l'année suivante, en 1953. Le palais est alors devenu le siège de l'Organisation des Nations unies pour l'alimentation et l'agriculture (ou FAO, Food and Agriculture Organization). En 1937, fut installé devant l'édifice la stèle d'Aksoum, rapportée d'Éthiopie à la demande de Mussolini. En 2005, la stèle a été retirée puis restituée au gouvernement éthiopien.

## Particularités
Le palais bénéficie d'une extraterritorialité puisque l'État italien l'a cédé à la FAO, organisme de l'ONU, pour la valeur symbolique d'un dollar américain, avec annuités différées. En revanche, le traité entre la FAO et l'État italien ne stipule pas que l'occupation du palais prévoit l'usucapion. La propriété immobilière reste donc propriété du gouvernement italien.